# Bitwa pod Bentonville
Bitwa pod Bentonville, czasami określana również jako bitwa pod Bentonsville – bitwa wojny secesyjnej, która odbyła się między 19 marca i 21 marca 1865, pod miastem Bentonville w Karolinie Północnej w USA. Ostatnia duża bitwa wojny secesyjnej.